# Ali-Ollie Woodson
Ali-Ollie Woodson (nombre de nacimiento, Ollie Creggett; Detroit, 12 de septiembre de 1951 – Los Ángeles (California), 30 de mayo de 2010) fue un cantante, músico y compositor de R&B estadounidense, conocido principalmente por haber formada parte durante doce años del grupo The Temptations junto a Otis Williams. También trabajó con Aretha Franklin, Jean Carn y Bill Pinkney. Fue la voz solista del grupo desde 1984 a 1986 y de 1988 a 1996. Su primer trabajo discográfico con the Temptations fue en 1983 con elálbum Back to Basics, cuando fue invitado a ser la voz principal del corte "Stop the World Right Here (I Wanna Get Off)".
Según algunos amigos del cantante que aparecieron en diferentes televisiones, Woodson se le diagnosticó un cáncer de garganta durante una de sus temporadas en The Temptations. Woodson necesitaría nuevamente someterse a una cirugía cuando el cáncer regresó dos años después y otros dos años después de esa cirugía. A finales de 2008, a Woodson se le diagnosticó una leucemia y fue hospitalizado durante algunas semanas. Moriría en Los Ángeles (California) el 30 de mayo de 2010, después de haber convivido con la leucemia durante 18 meses.